# Rajd Žemaitija
Rajd Žemaitija (Rajd Żmudzi) – litewski rajd samochodowy istniejący od 2003 roku. Od początku swojego istnienia stanowi jedną z rund Rajdowych Mistrzostw Litwy, a w roku 2021 będzie także jedną z rund mistrzostw Polski. Odcinki specjalne są zlokalizowane w okolicach Kielmy i rozgrywane są na nawierzchni szutrowej. W latach 2005–2009 oraz 2011 i 2013 rajd nie doszedł do skutku.

## Zwycięzcy rajdu[1]
| Rok  | Nazwa rajdu                 | Kierowca           | Pilot                | Samochód                          | Kategoria  |
| ---- | --------------------------- | ------------------ | -------------------- | --------------------------------- | ---------- |
| 2003 | Rally Žemaitija 2003        | Rokas Lipeikis     | Renatas Vaitkevičius | Mitsubishi Lancer Evo VI          | LARČ       |
| 2004 | Rally Žemaitija 2004        | Evaldas Čirba      | Audrius Pivoras      | Mitsubishi Lancer Evo VI          | LARČ       |
| 2010 | Rally Žemaitijos Ruduo 2010 | Rokas Lipeikis     | Inga Lipeikytė       | Mitsubishi Lancer Evo VIII        | LARČ       |
| 2012 | Rally Žemaitija 2012        | Saulius Girdauskas | Adrian Aftanaziv     | Škoda Fabia WRC                   | LARČ       |
| 2014 | Rally Žemaitija 2014        | Vytautas Švedas    | Deividas Sakalauskas | Mitsubishi Lancer Evo X           | LARČ, RMB  |
| 2015 | Rally Žemaitija 2015        | Jānis Vorobjovs    | Andris Mālnieks      | Mitsubishi Lancer Evo X           | LARČ       |
| 2016 | Rally Žemaitija 2016        | Pontus Tidemand    | Jonas Andersson      | Škoda Fabia R5                    | LARČ, LRČ  |
| 2017 | Rally Žemaitija 2017        | Jānis Vorobjovs    | Ivo Pūķis            | Mitsubishi Mirage RS Proto Evo II | LARČ       |
| 2018 | Rally Žemaitija 2018        | Vaidotas Žala      | Andris Mālnieks      | Škoda Fabia R5                    | LARČ       |
| 2019 | Rally Žemaitija 2019        | Vaidotas Žala      | Andris Mālnieks      | Škoda Fabia R5                    | LARČ       |
| 2020 | Rally Žemaitija 2020        | Vaidotas Žala      | Andris Mālnieks      | Škoda Fabia R5                    | LARČ       |
| 2021 | Rally Žemaitija 2021        | Vaidotas Žala      | Andris Mālnieks      | Škoda Fabia R5                    | LARČ, RSMP |
| 2022 | Rajd Żmudzi 2022            | Tom Kristensson    | Andreas Johansson    | Hyundai i20 R5                    | LARČ, RSMP |
| 2023 | Rally Žemaitija 2023        | Martynas Samsonas  | Ervinas Snitkas      | Škoda Fabia N5                    | LARČ, BSRC |

- LARČ – Rajdowe mistrzostwa Litwy (Lietuvos Automobilių Ralio Čempionatas)
- RMB – Rajdowe mistrzostwa Białorusi
- LRČ – Rajdowe mistrzostwa Łotwy (Latvijas Rallija čempionāts)
- RSMP – Rajdowe samochodowe mistrzostwa Polski
- BSRC – Baltic Sea Rally Championship